# 大围山 (湖南省)
大围山坐落在湖南与江西二省边界。它西濒浏阳，东临铜鼓，南接万载，北邻平江，岗峦围绕，盘距四县。清嘉庆《一统志》载:大围山“岗峦围绕,盘踞四县,因名大围。”湖南一侧的浏阳称为“大围山”。《清一统志·南昌府一》载大沩山“在义宁州西南二百五十里，周四十里。西通湖南浏阳，东通新昌，南通萍乡。林木茂盛。昔为盗薮，明万历中设铜鼓石营守备于此”。铜鼓古属宁州，在江西一侧铜鼓又称“大沩山”。

## 地理
大围山是浏阳河的源头。公园面积4.7万公顷。大围山主体位于浏阳东北，距离长沙市区148公里，属于罗霄山脉北段。最高峰七星岭位于浏阳境内，海拔1607.8米，也是长沙地区最高峰。
1992年经林业部批准成立大围山国家森林公园。森林公园面积共7万余亩，境内植物种类众多，风景优美，山峦迭起。目前已知有23个植物群系，3000多种植物，60余种野生动物。其中有国家一类二类保护树种17种，如南国红豆杉，香果树等；国家一类二类保护动物14种，如华南虎，云豹等；蝴蝶1200多种。山区年平均气温11.4度，气候凉爽宜人。
近年大围山大力开发旅游业，其自然风景得到一致認同。大围山有100多处瀑布，海拔1515米的五子石峰在夏天满山杜鹃，景胜堪称一绝。大围山峡谷漂流也是夏日吸引游客的活動之一，位于大围山南部的花门河。

## 名胜古迹
- 玉泉寺
- 陈真人庙
- 七星庙
- 白面将军庙
- 红莲寺
- 白沙战斗遗址
- 上坪会议会址